# Де Агостини, Дорис
До́рис де Агости́ни, в замужестве Россе́тти (итал. Doris de Agostini-Rossetti; 28 апреля 1958, Айроло — 22 ноября 2020) — швейцарская горнолыжница, специалистка по скоростному спуску. Выступала за сборную Швейцарии по горнолыжному спорту в 1976—1983 годах, бронзовый призёр чемпионата мира, победительница 8 этапов Кубка мира, обладательница малого Хрустального глобуса, участница двух зимних Олимпийских игр.

## Биография
Дорис де Агостини родилась 28 апреля 1958 года в коммуне Айроло кантона Тичино, Швейцария.
Первого серьёзного успеха на взрослом международном уровне добилась в 1976 году в возрасте семнадцати лет, когда вошла в основной состав швейцарской национальной сборной и одержала победу в зачёте скоростного спуска на этапе Кубка мира в австрийском Бадгастайне. Благодаря череде удачных выступлений удостоилась права защищать честь страны на зимних Олимпийских играх в Инсбруке — в той же дисциплине заняла здесь итоговое 18 место.
После инсбрукской Олимпиады де Агостини осталась в главной горнолыжной команде Швейцарии и продолжила принимать участие в крупнейших международных соревнованиях. Так, в 1978 году она побывала на чемпионате мира в Гармиш-Партенкирхене, откуда привезла награду бронзового достоинства, выигранную в скоростном спуске — пропустила вперёд только австрийку Аннемари Мозер-Прёль и немку Ирене Эппле.
Находясь в числе лидеров швейцарской национальной сборной, благополучно прошла отбор на Олимпийские игры 1980 года в Лейк-Плэсиде — на сей раз показала в скоростном спуске семнадцатый результат.
В течение последующих трёх сезонов выиграла семь этапов Кубка мира в скоростном спуске, в частности в заключительном своём сезоне 1982/83 стала обладательницей малого Хрустального глобуса и закрыла десятку сильнейших в общем зачёте всех дисциплин. По итогам этого сезона была признана лучшей спортсменкой Швейцарии.
Впоследствии вышла замуж и взяла фамилию Россетти.